# Hyphessobrycon peruvianus
Hyphessobrycon peruvianus är en fiskart som beskrevs av Ladiges, 1938. Hyphessobrycon peruvianus ingår i släktet Hyphessobrycon och familjen Characidae. Inga underarter finns listade i Catalogue of Life.